# Belonanthus angustifolius
Belonanthus angustifolius là một loài thực vật có hoa trong họ Kim ngân. Loài này được Schmale mô tả khoa học đầu tiên năm 1936.